# Verő László (költő)
Verő László (Budapest, 1954. április 12. – Budapest, 2007. május 24.) magyar író, költő, irodalomszervező.
Az érettségi és a Ságvári Nyomdaipari Szakiskola elvégzése után öt évig az Offset Nyomdában dolgozott. 1980-ban a Magyar Hirdető nyomdai osztályán vállalt munkát, eközben elvégezte a Könnyűipari Műszaki Főiskolán a belker reklám, pr. szakot. 1986-ban alakította a Harsona Reklám-Propaganda Kisszövetkezetet, majd 1988-ban létrehozta a Héttorony Reklám-Propaganda és Könyvkiadó Kft-t, melynek ügyvezető igazgatója lett. A kiadó működésének tíz éve alatt több, mint 100 kötetet adott ki, és a szakmában elismerést váltott ki. 1994-ben nyitotta meg a Király utca 50. alatt a Budapest Székesfőváros Könyvesházát, melynek fővédnöke Göncz Árpád köztársasági elnök volt. A Ház 700 négyzetméteren működött és Budapest legszebb könyvesboltja és irodalmi kávéháza volt a vezetése idején. Vállalkozásait 1995-ben – családi okok miatt – eladta.
2006. június 3-án hozta létre az internetes Héttorony irodalmi magazint (7torony.hu online irodalmi magazin), és elindította az azóta hagyományossá vált 7torony irodalmi találkozókat.
Szabó Zoltán Szellemi honvédelem című, a Magyar Nemzetben közölt sorozatából a Héttorony adott ki kötetet, elsőként ő hívott létre s osztott Szabó Zoltán-díjat. Murányi Gábor Volt egyszer egy Magyar Nemzet című könyvét 1992-ben ugyanő adta ki. Bossányi Katalin írásaiból jelentős könyvet jelentetett meg, hanglemezt adott ki, riporterkedett a Duna TV-nél, publikált a Népszabadságban, kéthavonta tartott felolvasó irodalmi estet az Erzsébet téri gödörben. A Duna TV-nél 1999 elejétől dolgozott havonta két-három műsor külsős műsorkészítőjeként az Esti kérdés és a Héthatár című adásokban. Emellett a Népszabadságban is rendszeresen jelentek meg írásai. Megbízatását 1999 szeptemberében egy, a Népszabadságban 1999. szeptember 17-én megjelent Példakép című publicisztikája miatt vonták vissza, amelyben bírálta az akkori miniszterelnököt, Orbán Viktort.
2007-ben vírusos tüdőgyulladást követően, szívelégtelenség következtében 53 éves korában elhunyt. Az irodalmi magazin alapítójának emlékére minden évben líra és próza kategóriában Verő László-díj (emlékérem) kerül átadásra.